# Bundestagswahlkreis Landshut
Der Bundestagswahlkreis Landshut (Wahlkreis 227; bis zur Bundestagswahl 2021 Wahlkreis 228) ist seit 1949 ein Wahlkreis in Bayern. Er umfasst die Stadt Landshut, den Landkreis Kelheim sowie den Landkreis Landshut ohne die Gemeinden Aham, Gerzen, Kröning, Postau, Schalkham, Weng und Wörth an der Isar. Seit 1953 wurde der Wahlkreis stets von den Direktkandidaten der CSU gewonnen.

## Wahlergebnisse

### Bundestagswahl 2025
Zur Bundestagswahl 2025 am 23. Februar wurden 11 Direktkandidaten und 17 Landeslisten zugelassen.
| Kandidaten                               | Kandidaten                 | Parteien/Listen     | Erststimmen | Erststimmen | Zweitstimmen | Zweitstimmen |
| Kandidaten                               | Kandidaten                 | Parteien/Listen     | Stimmen     | %           | Stimmen      | %            |
| ---------------------------------------- | -------------------------- | ------------------- | ----------- | ----------- | ------------ | ------------ |
|                                          | Florian Oßnergewählt im WK | CSU                 | 71.014      | 34,2        | 75.251       | 36,2         |
|                                          | Anja König                 | SPD                 | 18.819      | 9,1         | 19.652       | 9,5          |
|                                          | Maria Krieger              | GRÜNE               | 17.136      | 8,3         | 18.059       | 8,7          |
|                                          | Nicole Bauer               | FDP                 | 6.437       | 3,1         | 7.728        | 3,7          |
|                                          | Elena Fritz                | AfD                 | 42.148      | 20,3        | 46.439       | 22,4         |
|                                          | Peter Dreier               | FREIE WÄHLER        | 38.336      | 18,5        | 19.279       | 9,3          |
|                                          | Mascha Buchwald            | Die Linke           | 7.564       | 3,6         | 9.600        | 4,6          |
|                                          | –                          | dieBasis            | –           | –           | 603          | 0,3          |
|                                          | Gertraud Götz-Volkmann     | Tierschutzpartei    | 2.091       | 1,0         | 1.567        | 0,8          |
|                                          | –                          | Die PARTEI          | –           | –           | 692          | 0,3          |
|                                          | Max Huber                  | ÖDP                 | 1.895       | 0,9         | 1.082        | 0,5          |
|                                          | Florian Geisenfelder       | BP                  | 879         | 0,4         | 464          | 0,2          |
|                                          | Andreas Janker             | Volt                | 1.071       | 0,5         | 832          | 0,4          |
|                                          | –                          | PdH                 | –           | –           | 127          | 0,1          |
|                                          | –                          | MLPD                | –           | –           | 33           | 0,0          |
|                                          | –                          | BÜNDNIS DEUTSCHLAND | –           | –           | 168          | 0,1          |
|                                          | –                          | BSW                 | –           | –           | 6.055        | 2,9          |
| Gesamt                                   | Gesamt                     | Gesamt              | 207.390     | 100         | 207.631      | 100          |
|                                          |                            |                     |             |             |              |              |
| Ungültige Stimmen                        | Ungültige Stimmen          | Ungültige Stimmen   | 874         | 0,4         | 633          | 0,3          |
| Wähler                                   | Wähler                     | Wähler              | 208.264     | 84,6        | 208.264      | 84,6         |
| Wahlberechtigte                          | Wahlberechtigte            | Wahlberechtigte     | 246.199     |             | 246.199      |              |
|                                          |                            |                     |             |             |              |              |
| Quellen: Die Bundeswahlleiterin, Stimmen |                            |                     |             |             |              |              |

Kursive Direktkandidaten kandidieren nicht für die Landesliste, kursive Parteien treten ohne Landesliste an.

### Bundestagswahl 2021
Zur Bundestagswahl 2021 am 26. September wurden 13 Direktkandidaten und 26 Landeslisten zugelassen.
| Kandidaten                               | Kandidaten                             | Parteien/Listen      | Erststimmen | Erststimmen | Zweitstimmen | Zweitstimmen |
| Kandidaten                               | Kandidaten                             | Parteien/Listen      | Stimmen     | %           | Stimmen      | %            |
| ---------------------------------------- | -------------------------------------- | -------------------- | ----------- | ----------- | ------------ | ------------ |
|                                          | Florian Oßnergewählt im WK             | CSU                  | 70.685      | 36,4        | 64.383       | 33,1         |
|                                          | Vincent Hogenkamp                      | SPD                  | 22.468      | 11,6        | 30.931       | 15,9         |
|                                          | Elena Fritz                            | AfD                  | 19.184      | 9,9         | 19.973       | 10,3         |
|                                          | Nicole Anna Elisabeth Bauer            | FDP                  | 22.774      | 11,7        | 20.204       | 10,4         |
|                                          | Maria Katharina Elisabeth Krieger      | GRÜNE                | 21.811      | 11,2        | 20.087       | 10,3         |
|                                          | Veronika Lackerbauer                   | DIE LINKE            | 3.955       | 2,0         | 4.186        | 2,1          |
|                                          | Kerstin Maria Haimerl-Kunze            | FREIE WÄHLER         | 20.072      | 10,3        | 23.747       | 12,2         |
|                                          | Bernd Wimmer                           | ÖDP                  | 2.888       | 1,5         | 1.425        | 0,7          |
|                                          | Gertraud Maria Magdalena Götz-Volkmann | Tierschutzpartei     | 3.615       | 1,9         | 2.257        | 1,2          |
|                                          | Robert Franz Neuhauser                 | BP                   | 2.241       | 1,2         | 1.237        | 0,6          |
|                                          | –                                      | Die PARTEI           | –           | –           | 1.060        | 0,5          |
|                                          | -                                      | PIRATEN              | –           | –           | 559          | 0,3          |
|                                          | –                                      | NPD                  | –           | –           | 127          | 0,1          |
|                                          | –                                      | V-Partei³            | –           | –           | 168          | 0,1          |
|                                          | –                                      | Gesundheitsforschung | –           | –           | 209          | 0,1          |
|                                          | -                                      | MLPD                 | –           | –           | 17           | 0,0          |
|                                          | –                                      | DKP                  | –           | –           | 24           | 0,0          |
|                                          | Marion Schmidt                         | dieBasis             | 2.796       | 1,4         | 2.737        | 1,4          |
|                                          | –                                      | Bündnis C            | –           | –           | 99           | 0,1          |
|                                          | –                                      | III. Weg             | –           | –           | 88           | 0,0          |
|                                          | -                                      | du.                  | –           | –           | 95           | 0,0          |
|                                          | -                                      | LKR                  | –           | –           | 23           | 0,0          |
|                                          | -                                      | Die Humanisten       | –           | –           | 129          | 0,1          |
|                                          | –                                      | Team Todenhöfer      | –           | –           | 458          | 0,2          |
|                                          | -                                      | UNABHÄNGIGE          | –           | –           | 253          | 0,1          |
|                                          | –                                      | Volt                 | –           | –           | 290          | 0,1          |
|                                          | Robert Manz                            | Einzelbewerber       | 400         | 0,2         | –            | –            |
|                                          | Gerhard Christian Pettenkofer          | Einzelbewerber       | 1.061       | 0,5         | –            | –            |
| Gesamt                                   | Gesamt                                 | Gesamt               | 193.950     | 100         | 194.766      | 100          |
|                                          |                                        |                      |             |             |              |              |
| Ungültige Stimmen                        | Ungültige Stimmen                      | Ungültige Stimmen    | 1.639       | 0,8         | 823          | 0,4          |
| Wähler                                   | Wähler                                 | Wähler               | 195.589     | 79,2        | 195.589      | 79,2         |
| Wahlberechtigte                          | Wahlberechtigte                        | Wahlberechtigte      | 246.854     |             | 246.854      |              |
|                                          |                                        |                      |             |             |              |              |
| Quellen: Die Bundeswahlleiterin, Stimmen |                                        |                      |             |             |              |              |

Kursive Direktkandidaten kandidieren nicht für die Landesliste, kursive Parteien sind nicht Teil der Landesliste.

### Bundestagswahl 2017
Zur Bundestagswahl 2017 am 24. September wurden 9 Direktkandidaten und 21 Landeslisten zugelassen. Im Wahlkreis Landshut ergab sich folgendes Ergebnis:
| Direktkandidat       | Partei               | Erststimmen in % | Zweitstimmen in % |
| -------------------- | -------------------- | ---------------- | ----------------- |
| Florian Oßner        | CSU                  | 39,59            | 39,40             |
| Anja König           | SPD                  | 13,58            | 13,09             |
| Petra Seifert        | GRÜNE                | 06,54            | 07,23             |
| Nicole Bauer         | FDP                  | 08,52            | 10,10             |
| Günter Straßberger   | AfD                  | 12,59            | 14,64             |
| Dinar Erkan          | LINKE                | 03,59            | 04,84             |
| Hubert Aiwanger      | FREIE WÄHLER         | 11,70            | 05,55             |
| –                    | PIRATEN              | –                | 00,32             |
| Stefan Zellner       | ÖDP                  | 02,08            | 01,11             |
| Florian Geisenfelder | BP                   | 01,80            | 01,33             |
| –                    | NPD                  | 0–               | 00,26             |
| –                    | Tierschutzpartei     | 0–               | 00,91             |
| –                    | MLPD                 | 0–               | 00,02             |
| –                    | Büso                 | 0–               | 00,01             |
| –                    | BGE                  | 0–               | 00,12             |
| –                    | DiB                  | 0–               | 00,14             |
| –                    | DKP                  | 0–               | 00,02             |
| –                    | DM                   | 0–               | 00,12             |
| –                    | Die PARTEI           | 0–               | 00,50             |
| –                    | Gesundheitsforschung | 0–               | 00,13             |
| –                    | V-Partei³            | 0–               | 00,17             |

### Bundestagswahl 2013
| Direktkandidat     | Partei       | Erststimmen in % | Zweitstimmen in % |
| ------------------ | ------------ | ---------------- | ----------------- |
| Florian Oßner      | CSU          | 58,1             | 54,0              |
| Harald Unfried     | SPD          | 16,2             | 15,9              |
| Markus Sponbrucker | FDP          | 03,0             | 04,7              |
| Thomas Gambke      | GRÜNE        | 08,3             | 06,7              |
| Reinhard Zisler    | Die Linke    | 02,9             | 03,0              |
| Matthias Zehe      | PIRATEN      | 02,0             | 01,6              |
| Wolfgang Rochner   | NPD          | 01,3             | 00,8              |
| Stefan Zellner     | ÖDP          | 02,4             | 01,3              |
| –                  | AfD          | 0–               | 03,6              |
| Christian Hanika   | Freie Wähler | 05,9             | 05,3              |
|                    | Sonstige     | 0–               | 03,1              |

### Bundestagswahl 2009
| Direktkandidat    | Partei                | Erststimmen in % | Zweitstimmen in % | Bundestagswahl 2005 Zweitstimmen in % |
| ----------------- | --------------------- | ---------------- | ----------------- | ------------------------------------- |
| Wolfgang Götzer   | CSU                   | 50,5             | 48,7              | 55,5                                  |
| Harald Unfried    | SPD                   | 15,1             | 13,9              | 21,6                                  |
| Thomas Gambke     | Bündnis 90/Die Grünen | 10,2             | 08,9              | 06,0                                  |
| Christoph Zeitler | FDP                   | 13,6             | 14,2              | 09,2                                  |
| –                 | REP                   | –                | 00,8              | 00,8                                  |
| Kornelia Möller   | Die Linke             | 05,6             | 05,6              | 03,0                                  |
| Wolfgang Rochner  | NPD                   | 02,0             | 01,4              | 01,6                                  |
| –                 | PBC                   | 0–               | 00,1              | 00,1                                  |
| –                 | BP                    | 0–               | 00,8              | 00,7                                  |
| Günter Miß        | ödp                   | 02,4             | 01,6              | 0–                                    |
| Ingrid Hetz       | DIE VIOLETTEN         | 00,7             | 00,4              | 0–                                    |
| –                 | BüSo                  | 0–               | 00,0              | 00,1                                  |
| –                 | FAMILIE               | 0–               | 00,7              | 00,7                                  |
| –                 | MLPD                  | 0–               | 00,0              | 00,0                                  |
| –                 | Die Tierschutzpartei  | 0–               | 00,7              | 0–                                    |
| –                 | PIRATEN               | 0–               | 01,7              | 0–                                    |
| –                 | CM                    | 0–               | 00,1              | 00,0                                  |
| –                 | RRP                   | 0–               | 00,4              | 0–                                    |

## Wahlkreissieger
| Wahl | Name                            | Partei       |
| ---- | ------------------------------- | ------------ |
| 1949 | Elimar Freiherr von Fürstenberg | Bayernpartei |
| 1953 | Hans Schuberth                  | CSU          |
| 1957 | Friedrich Zimmermann            | CSU          |
| 1961 | Friedrich Zimmermann            | CSU          |
| 1965 | Friedrich Zimmermann            | CSU          |
| 1969 | Friedrich Zimmermann            | CSU          |
| 1972 | Friedrich Zimmermann            | CSU          |
| 1976 | Friedrich Zimmermann            | CSU          |
| 1980 | Friedrich Zimmermann            | CSU          |
| 1983 | Friedrich Zimmermann            | CSU          |
| 1987 | Friedrich Zimmermann            | CSU          |
| 1990 | Wolfgang Götzer                 | CSU          |
| 1994 | Wolfgang Götzer                 | CSU          |
| 1998 | Wolfgang Götzer                 | CSU          |
| 2002 | Wolfgang Götzer                 | CSU          |
| 2005 | Wolfgang Götzer                 | CSU          |
| 2009 | Wolfgang Götzer                 | CSU          |
| 2013 | Florian Oßner                   | CSU          |
| 2017 | Florian Oßner                   | CSU          |
| 2021 | Florian Oßner                   | CSU          |

## Wahlkreisgeschichte
| Wahl      | Wahlkreisname | Gebiet |
| --------- | ------------- | --- |
| 1949      | 14 Landshut   | Stadt Landshut, Landkreis Landshut, Landkreis Kelheim, Landkreis Mainburg, Landkreis Rottenburg an der Laaber                                 |
| 1953–1961 | 209 Landshut  | Stadt Landshut, Landkreis Landshut, Landkreis Kelheim, Landkreis Mainburg, Landkreis Rottenburg an der Laaber                                 |
| 1965–1972 | 214 Landshut  | Stadt Landshut, Landkreis Landshut, Landkreis Kelheim, Landkreis Mainburg, Landkreis Rottenburg an der Laaber                                 |
| 1976–1998 | 214 Landshut  | Stadt Landshut, Landkreis Landshut, Landkreis Kelheim                                                                                         |
| 2002–2005 | 229 Landshut  | Stadt Landshut, Landkreis Landshut, Landkreis Kelheim                                                                                         |
| 2009–2013 | 228 Landshut  | Stadt Landshut, Landkreis Landshut, Landkreis Kelheim                                                                                         |
| 2017      | 228 Landshut  | Stadt Landshut, Landkreis Landshut ohne die Gemeinden Aham, Gerzen, Kröning und Schalkham, Landkreis Kelheim                                  |
| 2021      | 228 Landshut  | Stadt Landshut, Landkreis Landshut ohne die Gemeinden Aham, Gerzen, Kröning, Postau, Schalkham, Weng und Wörth an der Isar, Landkreis Kelheim |
| 2025–     | 227 Landshut  | Stadt Landshut, Landkreis Landshut ohne die Gemeinden Aham, Gerzen, Kröning, Postau, Schalkham, Weng und Wörth an der Isar, Landkreis Kelheim |